# Крум Кърджиев
Крум Петров Кърджиев е български драматург и литературовед от първата половина на ХХ век. Внук е на Тодор Кърджиев, търговец на манифактурни стоки от Шумен и син на Петър Кърджиев, кмет на Шумен в началото на ХХ век.

## Биография
Крум Кърджиев е с педагогическо образование и преподава в село Никола Козлево.

## Творчество
- Структура на българската реч и теория на структурните групи на речта. Шумен: Печатница И. Аргоети, 1937
- Двореца на приказките (драматургия). Шумен: Печатница И. Аргоети

Преводи
- Освалд Шпенглер, Залезът на Запада: Въведение. София: Ж. Маринов, 1931, 103 с.

## Студии върху творчеството на Кърджиев
- Пламен Шуликов, „Дълголетието на Бероновия комплекс. Опит за реконструкция по архивни материали“, сп. Литературна мисъл, 2009, кн.2, с.119 – 144[3]
- Пламен Шуликов, Поетика и психография, студии върху творчеството на Боян Пенев, Пейо Яворов, Димитър Подвързачов, Крум Кърджиев и Иван Пейчев, София: Парадигма, 2010 [4].
- Александър Кьосев, „Иронии на универсалността. Крум Кърджиев, световната литература и политиката на репрезентацията“, сп. Литературна мисъл, 1995, кн.6, 3[5]